# Koszmar z ulicy Wiązów
Koszmar z ulicy Wiązów (ang. A Nightmare on Elm Street; inne tłum. Nocne mary, Zmora z Elm Street, Zjawa z Ulicy Wiązów) – amerykański film fabularny, horror z 1984 w reżyserii Wesa Cravena. Pierwszy film ze słynnej serii slasherów, których negatywnym bohaterem jest mroczny Freddy Krueger. W kinach film mógł pochwalić się na tyle zadowalającą frekwencją, że zachęceni sukcesem medialnym Koszmaru z ulicy Wiązów twórcy już niebawem po premierze rozpoczęli prace nad sequelem.
Remake filmu na ekranach amerykańskich kin zadebiutował w kwietniu 2010.

## Obsada
- Heather Langenkamp – Nancy Thompson
- John Saxon – porucznik Don Thompson
- Ronee Blakley – Marge Thompson
- Johnny Depp – Glen Lantz
- Jsu Garcia – Rod Lane (w czołówce jako Nick Corri)
- Amanda Wyss – Tina Gray
- Robert Englund – Freddy Krueger

## Fabuła
Ulicę Wiązów w prowincjonalnym Springwood zamieszkuje piętnastoletnia Tina Gray (Amanda Wyss) – dziewczyna, którą prześladują senne koszmary. Ich antybohaterem jest mężczyzna w czerwono-zielonym swetrze i starym kapeluszu, o pokrytej bliznami po poparzeniach twarzy, uzbrojony w rękawicę wyposażoną w cztery ostrza. Sny stają się coraz bardziej realistyczne i którejś nocy Tina budzi się z krzykiem, by odkryć, że jej koszula nocna została pocięta, podobnie jak w jej śnie.
Następnego wieczoru Tina, pozostawiona sama w domu, organizuje domową imprezę, na którą zaprasza swoją szkolną przyjaciółkę Nancy Thompson (Heather Langenkamp), jej kolegę Glena Lantza (Johnny Depp) oraz swojego chłopaka Roda Lane′a (Jsu Garcia). Niestety, nocą pomysłodawczyni przyjęcia zostaje zabita przez nieznaną siłę, która rozrywa jej ciało na strzępy. Rod, pozostając jedynym świadkiem niecodziennej zbrodni, staje się automatycznie głównym podejrzanym, tymczasem Nancy – ku własnemu przerażeniu – dowiaduje się, że zamordowana rówieśniczka w snach dręczona była przez tę samą postać, co i ona. Rodzice nastolatków z ulicy Wiązów są coraz bardziej zaniepokojeni napiętą sytuacją. Okazuje się, że z osobą koszmarnego prześladowcy mają wiele wspólnego.
Następnie Nancy doświadcza trzech niepokojących koszmarów, w których terroryzuje ją ten sam dręczyciel, który zamordował Tinę. Nancy wybiera się na policję, gdzie przebywa aresztowany Rod, i chłopak wyjaśnia jej, co widział w pokoju matki Tiny, w co nikt nie chce mu uwierzyć. Wieczorem Nancy powraca na posterunek policji w towarzystwie sceptycznie nastawionego do całej sytuacji Glena i zostaje świadkiem zgonu Roda, który rzekomo powiesił się we własnej celi. Podczas, gdy wszyscy wierzą, że popełnił samobójstwo, dziewczyna wie, że zabiła go ta sama osoba, która nawiedza ją w snach.
Matka Nancy, Marge (Ronee Blakley), zabiera swoją córkę do kliniki badań nad snem. Gdy nastolatka zasypia, ponownie doświadcza szokującego koszmaru z udziałem swojego prześladowcy, a jej ramię zostaje zranione; tym razem jednak udaje jej się „wyciągnąć” coś ze swojego snu – jest to wspomniany przy opisie koszmarnej postaci kapelusz. W Nancy potęgowane jest wrażenie, że jej matka, wyraźnie zaniepokojona sytuacją, ukrywa pewien sekret. Już po powrocie do domu, kobieta wyjaśnia córce, że właścicielem kapelusza jest Freddy Krueger (Robert Englund), morderca blisko dwudziestu dzieci z ulicy Wiązów, który przed dekadą został spalony żywcem przez rodziców swoich ofiar. Kruger, w odwecie za okrutny lincz, wraca zza grobu, manipulując snami nastolatków z ulicy Wiązów – dziećmi swoich oprawców.
Tej nocy Nancy i Glen obmyślają plan skutecznego powstrzymania Kruegera, lecz gdy chłopak zasypia, zostaje krwawo zamordowany przez psychopatę. Nancy sama staje twarzą w twarz z Kruegerem, po „przeniesieniu” go do świata realnego. Nancy nie może uciec z domu, ponieważ jej rodzice zabezpieczyli go, by uniemożliwić córce nocne wyjścia. W końcu udaje jej się jednak uwięzić Kruegera w piwnicy i tam pozostawić go na pastwę wznieconego pożaru. Do domu włamuje się ojciec Nancy, porucznik Don Thompson (John Saxon), lecz gdy już ma zamiar odratować swoją rodzinę z płonącego budynku, Nancy dostrzega ogniste kroki, które prowadzą po schodach do sypialni pani Thompson. Tam też Nancy i Don są świadkami śmierci Marge z rąk Kruegera. Nancy udaje się jednak pokonać Freddy′ego po odwróceniu się od niego i odebraniu mu całej jego złowieszczej mocy.
W ostatniej scenie filmu okazuje się, że wszystkie wydarzenia przedstawione powyżej były fikcją – koszmarem. Nancy odjeżdża do szkoły w towarzystwie Glena i innych przyjaciół, lecz orientuje się, że nadal jest bohaterką snu, a Krueger opętał samochód zaraz po tym, jak tylko do niego wsiadła. Nancy woła na pomoc swoją matkę, gdy auto odjeżdża, a stojąca u progu domu Marge zostaje wciągnięta przed szybę w drzwiach przez tajemniczą dłoń.

## Morderstwa
Morderstwa popełnione przez Freddy’ego Kruegera:
- Tina Gray – rozszarpana
- Rod Lane – powieszony
- Glen Lantz – wciągnięty do łóżka i zabity (off-screen)
- Marge Thompson – spalona; jej zwłoki wciągnięte zostały do łóżka (podobnie jak w sekwencji mordu Glena)